# Paleolítico

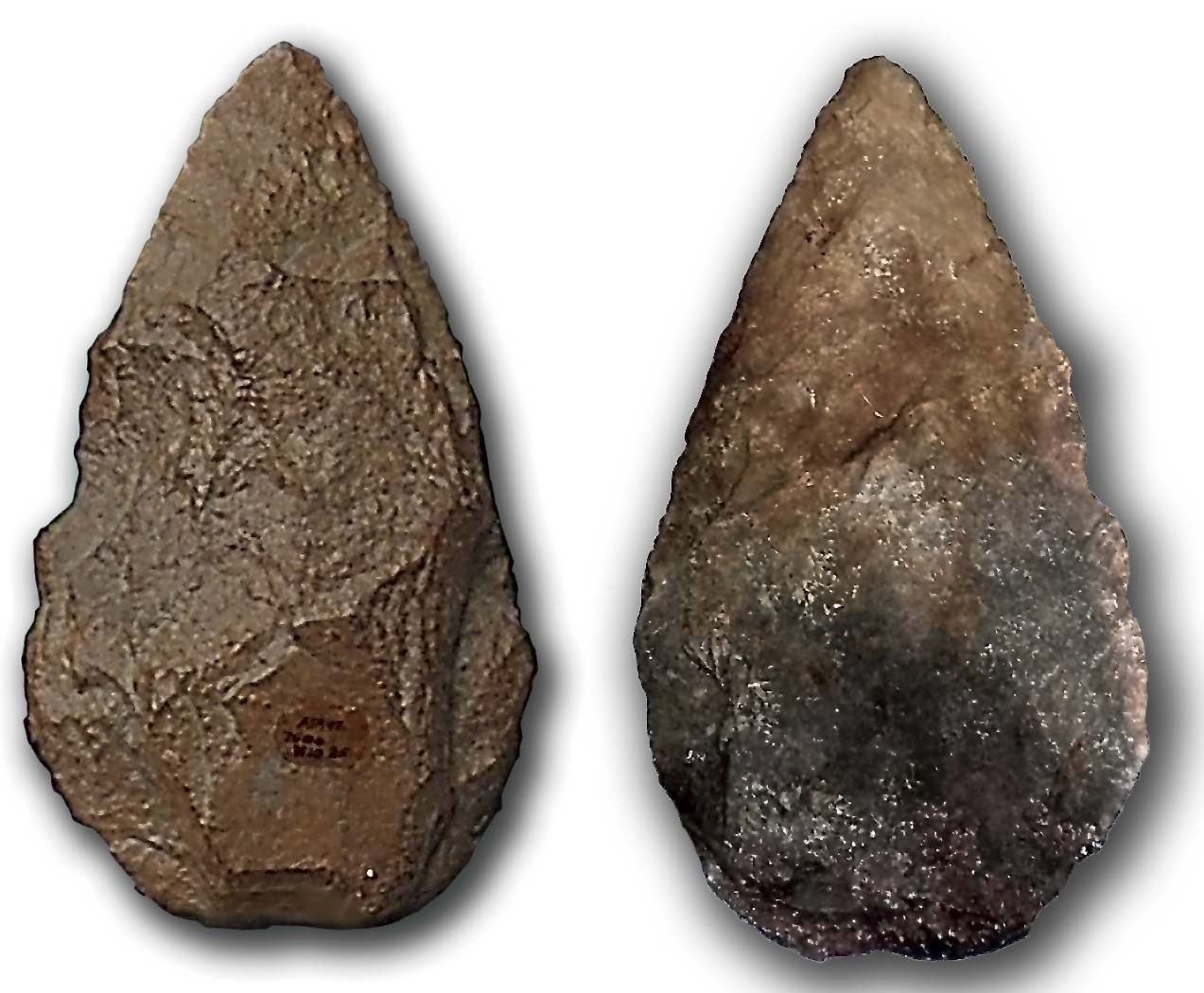
Bifaz lanceolado de cuarcita procedente de Atapuerca (Burgos, España), datado en unos 350 000 años.

El Paleolítico (del griego παλαιός, palaiós: ‘antiguo’, y λίθος, lithos: ‘piedra’) es el periodo más largo de la existencia del ser humano (de hecho abarca un 99 % de la misma) y se extiende desde hace unos 2,59 millones de años (en África) hasta hace unos 12 000 años. Constituye, junto con el Mesolítico/Epipaleolítico (fases de transición) y el Neolítico, la llamada Edad de Piedra, denominada así porque la elaboración de utensilios líticos ha servido a los arqueólogos para caracterizarla (en oposición a la posterior Edad de los Metales). El término Paleolítico, etimológicamente «de piedra antigua», fue creado por el arqueólogo John Lubbock en 1865, en contraposición al de Neolítico o «de piedra nueva».
Aunque esta etapa se identifica con el uso de herramientas de piedra tallada, también se utilizaron otras materias primas orgánicas para construir diversos artefactos: hueso, asta, madera, cuero, fibras vegetales, etc. Durante la mayor parte del Paleolítico inferior, las herramientas líticas eran gruesas, pesadas, toscas y difíciles de manejar, pero a lo largo del tiempo fueron haciéndose cada vez más ligeras, pequeñas y eficientes. El hombre del Paleolítico era nómada, es decir, su vida estaba caracterizada por un desplazamiento continuo o periódico (estacional).

## Periodización
El Paleolítico se divide tradicionalmente en tres periodos:
- Paleolítico inferior, desde hace unos 2,85 millones de años hasta los 127 000 años antes del presente (AP), abarcando parte del Plioceno y los tres primeros pisos del Pleistoceno: Gelasiense, Calabriense y Chibaniense (las dos primeras conforman el Pleistoceno inferior y la tercera el Pleistoceno medio);
- Paleolítico medio, hasta los 40 000-30 000 años AP, lo que supone casi todo el Tarantiense (Pleistoceno superior);
- Paleolítico superior, hasta alrededor del 12 000 AP y, por tanto, casi todo el resto del Tarantiense (Pleistoceno superior).[3]

Esta periodización solamente es válida en su totalidad para Europa y las áreas de África y Asia más cercanas. Para el resto del Viejo Mundo y América se han comenzado a desarrollar diferentes periodizaciones pero todavía no se han establecido consensos acerca de su utilización.

## Humanos del Paleolítico

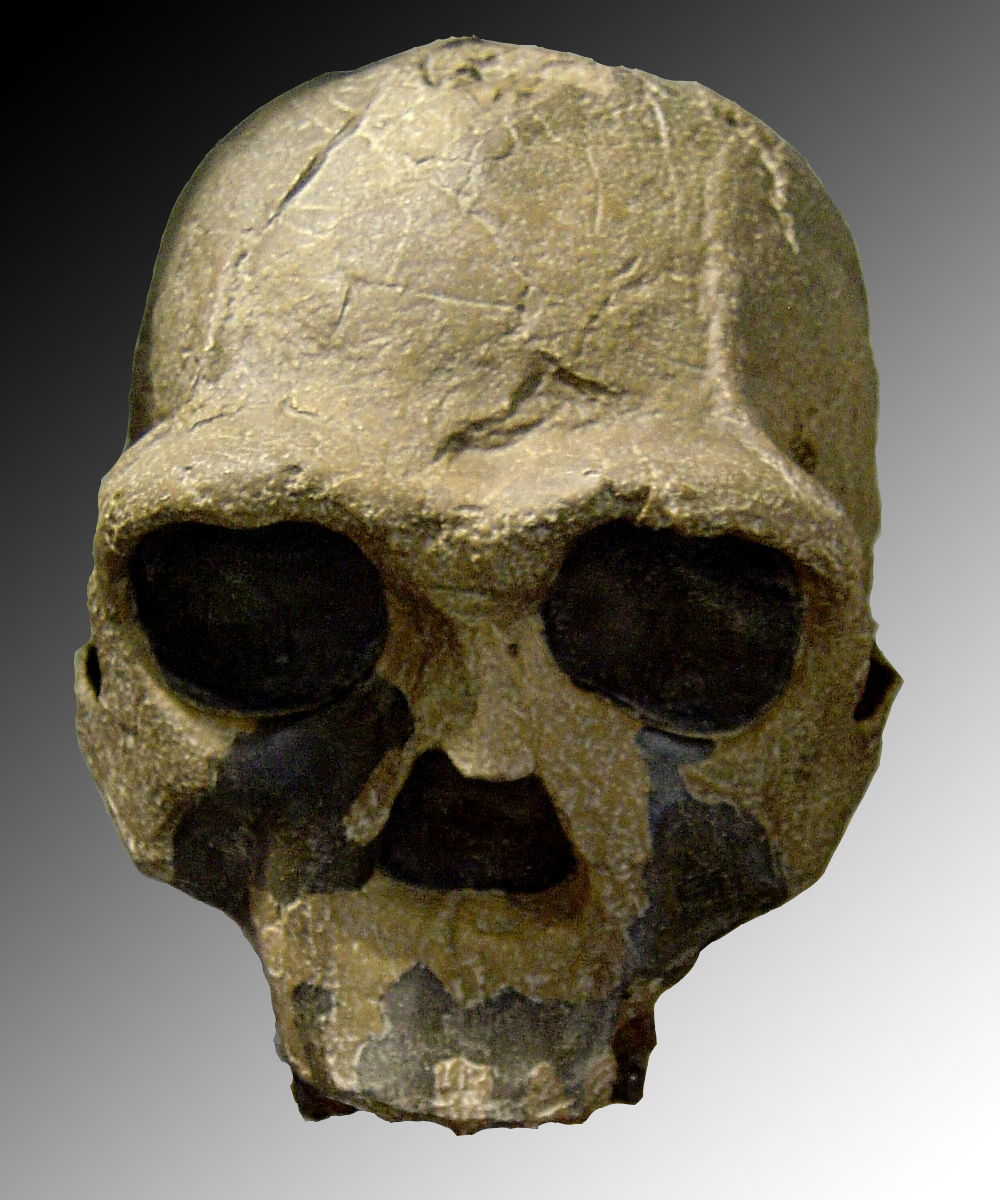
Cráneo KNM-ER 3733 perteneciente a Homo ergaster, con una antigüedad de 1,75 millones de años. Descubierto en Koobi Fora (Kenia) en 1975.

Al identificarse el Paleolítico con el uso de herramientas líticas por parte de las especies conocidas del género Homo, buena parte de nuestros ancestros homininos, como Australopithecus, quedan fuera de su ámbito de estudio. Se consideran dentro:
- Homo habilis, su primer representante, tenía una capacidad craneal de 600-800 cm³, medía entre 1,2 y 1,5 m de altura y pesaba unos 50 kg. Vivió en África hace 2,5-1,6 millones de años AP.[4]
- Homo rudolfensis, localizado solamente en África oriental,[4] tenía unos 750 cm³ y entre 2,4-1,9 millones de años de antigüedad. Está sujeto a polémica, creyendo algunos autores que pertenecería a H. habilis.
- Homo ergaster, fue el primero en emigrar de África. Con unos 850 cm³ de capacidad encefálica y entre 1,8-1,4 millones de años, es el antecesor africano del H. erectus.[5]
- Homo georgicus, con una capacidad encefálica de 650 cm³ y 1,6 millones de años, ha sido identificado solamente en Georgia. Algunos autores lo consideran H. ergaster.[5]
- Homo erectus, con 900-1100 cm³, habitó Asia entre 1,8-0,2 millones de años AP.
- Homo antecessor, descendiente de H. ergaster y ancestro de H. heidelbergensis, con un cerebro de más de 1000 cm³, vivió en Europa y, quizás en África, hace unos 800 000 años.[5]
- Homo heidelbergensis, con una antigüedad de entre 500 000 y 150 000 años, sería el antecesor de H. neanderthaliensis y europeo como él.[5] Medía 1,80 m de altura, pesaba unos 100 kg y tendría un cráneo de 1350 cm³.
- Homo neanderthaliensis, algo menos robusto que su predecesor, poseía una capacidad craneal superior a la nuestra, de unos 1500 cm³, pesaba unos 70 kg y medía 1,70 m. Habitó Europa y Oriente Próximo entre 110 000 y 30 000 años AP.[6]
- Homo floresiensis, poco conocido todavía, con un metro de altura y un cerebro de 380 cm³, vivió en la isla de Flores (Indonesia) hasta hace unos 15 000 años.
- Homo rhodesiensis, con 1200-1400 cm³, vivió en África entre 500 000-200 000 años AP. Está sujeto a debate, siendo considerada por algunos autores una especie propia (presapiens)[7] y adscrito por otros a H. heidelbergensis.
- Homo sapiens, nuestra especie, que apareció en África hace unos 200 000 años.[7]

## Clima

Restos de Elephas antiquus exhumados en el yacimiento soriano de Ambrona.

Por diversas razones (variaciones en la inclinación del eje de rotación de la Tierra, cambios en la órbita terrestre, ciclos polares...) el clima de la Tierra ha ido variando, hasta donde sabemos, desde el Precámbrico. Entre estos cambios las denominadas glaciaciones del período Cuaternario son los mejores conocidos. Hasta hace pocos años se suponía que en Europa, Norteamérica y Asia Central hubo largos períodos en los que el clima se parecía al que hay ahora en Siberia, Groenlandia o Alaska —es decir, una temperatura media 10 o 12 grados más baja que la actual (glaciaciones)—, durante los cuales se vivía en condiciones similares a las actuales de los lapones o esquimales. Estos momentos se alternaban con los interglaciares en los que el clima era tan templado como el de hoy en día.
Esta visión está sujeta actualmente a revisión. Una de las razones es que son episodios que no están bien datados; otra, es que son regionales, de escala amplia, pero que no afectaron por igual a todo el planeta. Bien es cierto que se ha intentado una correlación entre los períodos glaciares de los diferentes continentes, sobre todo entre las glaciaciones clásicas de Centroeuropa, el Mediterráneo y el Atlántico; pero sigue siendo un tanto arriesgada.
Además, la noción misma de las glaciaciones como unos largos períodos fríos que se alternaban con otros largos episodios cálidos de manera estable está siendo muy cuestionada. Actualmente se da por seguro que lo que hubo fueron una serie de cambios climáticos muy numerosos y de corta duración, a los que identifican los científicos en la escala de estadios isotópicos con numeraciones pares para las fases frías e impares para las templadas. A pesar de lo cual sigue manteniéndose la terminología relacionada con las glaciaciones como referencia a la hora de fechar los acontecimientos del Paleolítico.
| Antigüedad      | Norteamérica    | Europa atlántica | Magreb      | Europa mediterránea  | Europa del Norte   | Europa central | MIS                |
| --------------- | --------------- | ---------------- | ----------- | -------------------- | ------------------ | -------------- | ------------------ |
| 11 800 años     | Posglaciar      | Flandriense      | Mellahiense | Versiliense          |                    | Posglaciar     | 1                  |
| 80 000 años     | Wisconsin       | Devensiense      | Regresión   | Regresión            | Vistula o Weichsel | Würm           | 2-4, 5a-d          |
| 130 000 años    | Sangamoniense   | Ipswichiense     | Ouljiense   | Tirreniense II y III | Eemiense           | Riss-Würm      | 5e (7, 9?)         |
| 190 000 años    | Illinoiense     | Wolstoniense     | Regresión   | Regresión            | Saaliana           | Riss           | 6                  |
| 424 000 años    | Pre-Illinoiense | Hoxniense        | Anfatiense  | Tirreniense I        | Holsteiniano       | Mindel-Riss    | 11                 |
| 478 000 años    | Pre-Illinoiense | Angliense        | Regresión   | Regresión            | Elsteriana         | Mindel         | 12[cita requerida] |
| 866 000 años    | Pre-Illinoiense | Cromeriense      | Maarifiense | Siciliense           |                    | Günz-Mindel    | 13-21              |
| 1 100 000 años? | Pre-Illinoiense | Beestoniense     | Regresión   | Regresión            | Menapiana          | Günz           | 22-60?             |

1. ↑  Las fechas son aproximadas y varían según zonas y según estudios.
2. 1 2 3 4 5 6 7 8  Regresión: indica la ausencia de hielo en la zona concreta.
3. ↑  Los periodos glaciales e interglaciales conocidos antiguamente como Nebraska, Aftoniense, Kansan y Yarmoutianense se agrupan en uno único conocido como Pre-Illinoiense.

Notas: en negrita los periodos glaciales. En otras partes del planeta cada periodo puede recibir otros nombres.
En el hemisferio norte, el casquete polar permanente superaba el paralelo 50 en los períodos de máximo glaciar. Se sabe que las glaciaciones afectaron también a los Andes y que la Patagonia se cubrió de una capa permanente de hielo. También hay glaciares extintos de época pleistocena en las montañas más altas de África central, Nueva Zelanda y otros puntos de Oceanía.
Las zonas en las que no se produjeron episodios glaciares (como la mayor parte de África) sufrieron unos períodos de mayor humedad conocidos como pluviaciones, seguidos de otros de mayor sequedad, pero esta alternancia es todavía muy mal conocida.
|  |  |

A pesar de todo, existe un método relativamente preciso para medir las variaciones climáticas a nivel global, al menos desde hace unos 700 000 años, gracias a las llamadas Curvas de paleotemperaturas de isótopos de oxígeno. Este sistema se basa en el principio de que el oxígeno de los océanos (concretamente sus isótopos 16O y 18O) ha ido variando en su proporción a lo largo del tiempo. Dado que tales isótopos quedan atrapados en las conchas de animales marinos (foraminíferos), es posible calcular tales variaciones por medio de sondeos estratigráficos submarinos. El más utilizado es el V28-238 del Pacífico, pero también lo hay en el Mediterráneo.
Similares medidas pueden tomarse, también por medio de los isótopos de deuterio (δD), que también refleja la cantidad de 18O en las conchas de foraminíferos, pero en este caso los sondeos son practicados en los casquetes polares.

## Economía
La economía del Paleolítico era depredadora, del tipo caza-recolección y con ella cubrían sus necesidades básicas: comida, leña y materiales para sus herramientas, ropa o cabañas. La caza fue poco importante al principio del Paleolítico, predominando la recolección y el carroñeo. A medida que el ser humano progresó física y tecnológicamente la caza fue cobrando mayor importancia:
- Los primeros homininos, incluidos los australopitecos y Homo habilis apenas eran capaces de cazar. Vivían de la recolección de vegetales comestibles (tubérculos, raíces, cortezas y brotes tiernos, frutas y semillas); de capturar pequeños animales (insectos, reptiles, roedores, polluelos, huevos...) y de animales muertos o enfermos que encontraban (carroña, sobre todo). Eran animales oportunistas.[15]
- Los Homo erectus ya cazaban, pero su verdadera base alimenticia siguió siendo la recolección y la carroña, así como las capturas oportunistas o con trampas.
- Los verdaderos homininos cazadores son Homo heidelbergensis, Homo neanderthalensis y Homo sapiens que, sin embargo, nunca dejaron de comer vegetales, pequeños animales o carroña. Sobre los grandes yacimientos de Torralba y Ambrona, en Soria, España,[16] (donde hace unos 300 000 años despiezaban enormes elefantes de hasta 20 tn de peso) algunos autores sostienen que no eran cazadores, sino lugares de carroñeo,[17] mientras que otros creen que H. heidelbergensis se aprovecharía de la reducida movilidad de los elefantes en estas áreas pantanosas para cazarlos. Una prueba clara de que este hominino cazaba son las lanzas de madera de Schöningen, con 400 000 años de antigüedad.[18] Los neandertales y H. sapiens también aprendieron a pescar por medio de arpones, redes o anzuelos.

|  |  |  |

## Tecnología
En esencia, las técnicas de fabricación de utensilios no cambiaron demasiado a lo largo del Paleolítico, a pesar de la multitud de culturas que han llegado a diferenciarse; lo que sí se produjo fue un proceso de perfeccionamiento más o menos constante en la obtención de las formas deseadas.
- Los útiles de piedra se fabricaron por medio de diversas técnicas de talla, entre las que destaca la percusión: se golpeaba el núcleo de una roca de rotura concoidea (cuarzo, cuarcita, sílex, obsidiana, etc.) con un percutor de piedra (percutor duro) o de cuerna de cérvido (percutor blando o elástico), para dar forma a las herramientas líticas. En el Paleolítico superior se llegó a tallar la piedra por presión, además de por percusión, consiguiendo un mayor control sobre el resultado. En ambos casos se obtenían filos cortantes o, bien, esquirlas afiladas denominadas lascas. Inicialmente se fabricaban herramientas de piedra muy simples, los cantos tallados; después aparecieron los bifaces o «hachas de mano», que servían para hacer de todo: cortar, cavar, romper o perforar; más adelante, los útiles se especializaron, apareciendo las raederas (para curtir pieles), los cuchillos (para desollar animales), las puntas de lanza de piedra, etc.[19][20]

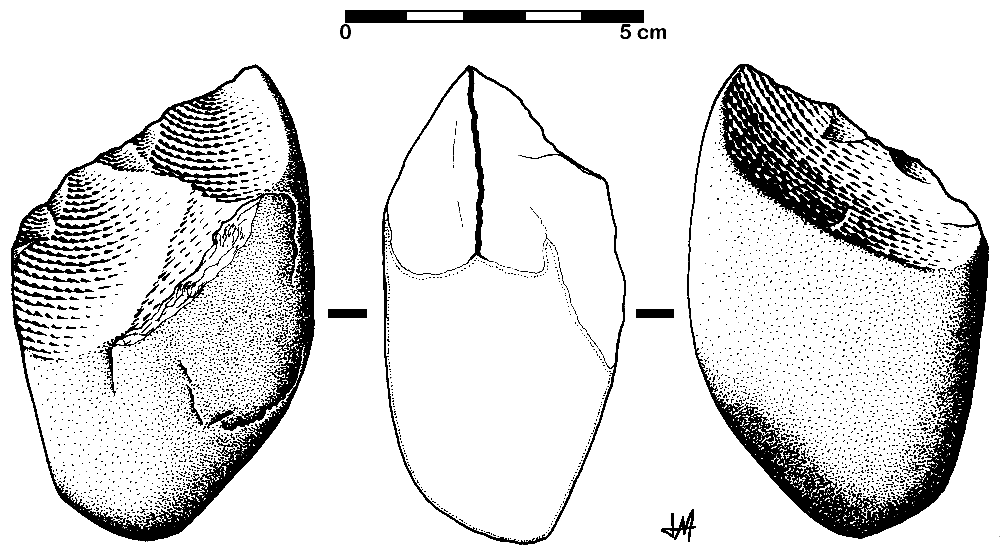
Canto tallado, el utensilio más antiguo y sencillo que fabricó el ser humano en el Paleolítico inferior
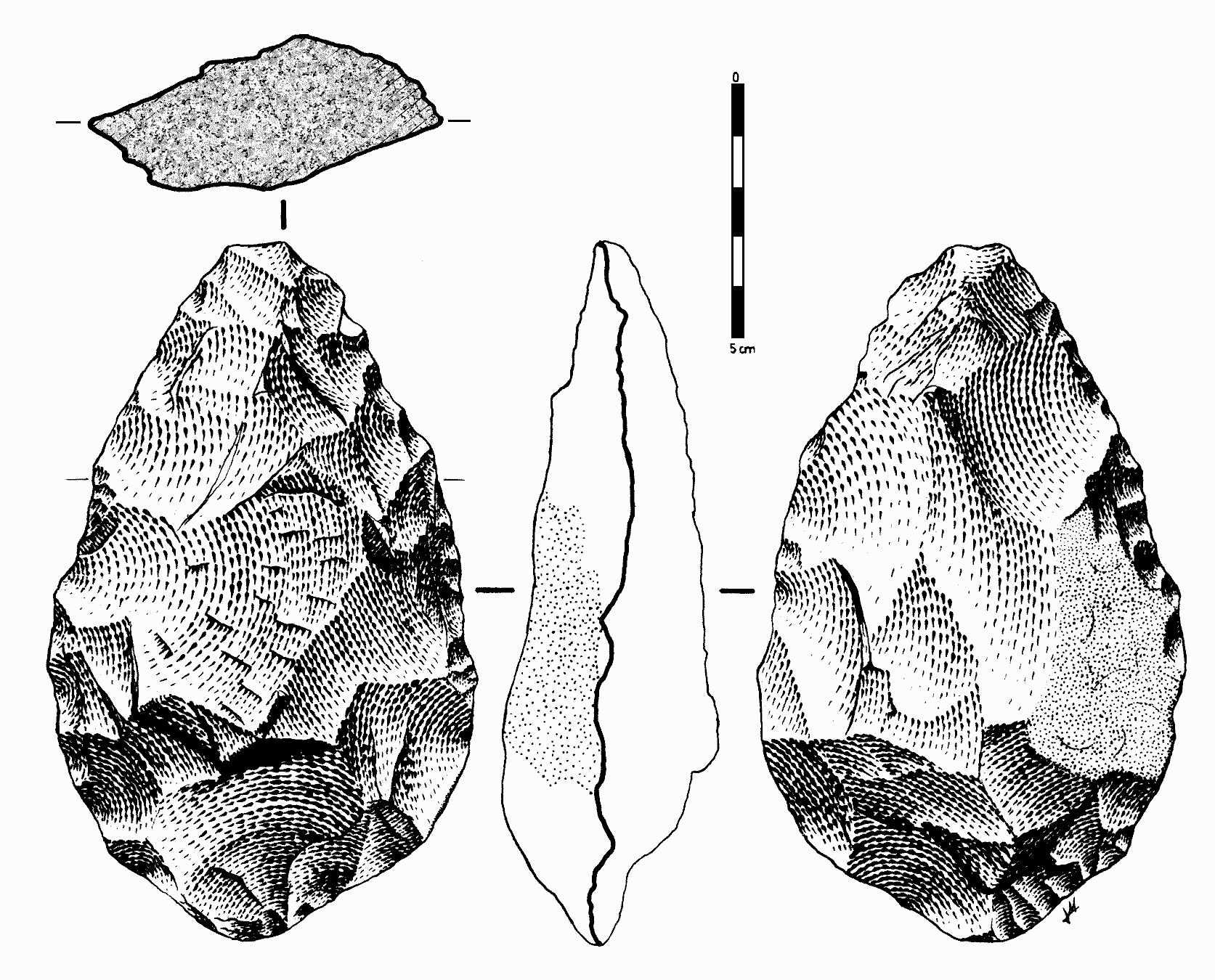
El bifaz supuso una auténtica revolución tecnológica, dando lugar a una cultura propia, el Achelense
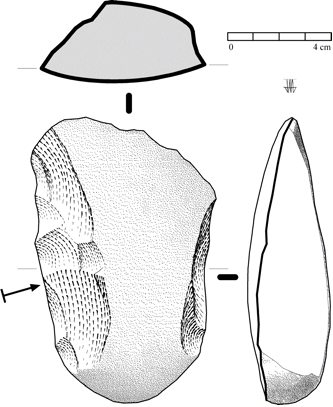
El hendidor achelense, de apariencia sencilla, pero conceptualmente muy avanzado
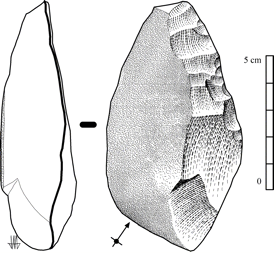
La raedera, una lasca preparada para curtir pieles, se generalizó en el Paleolítico medio

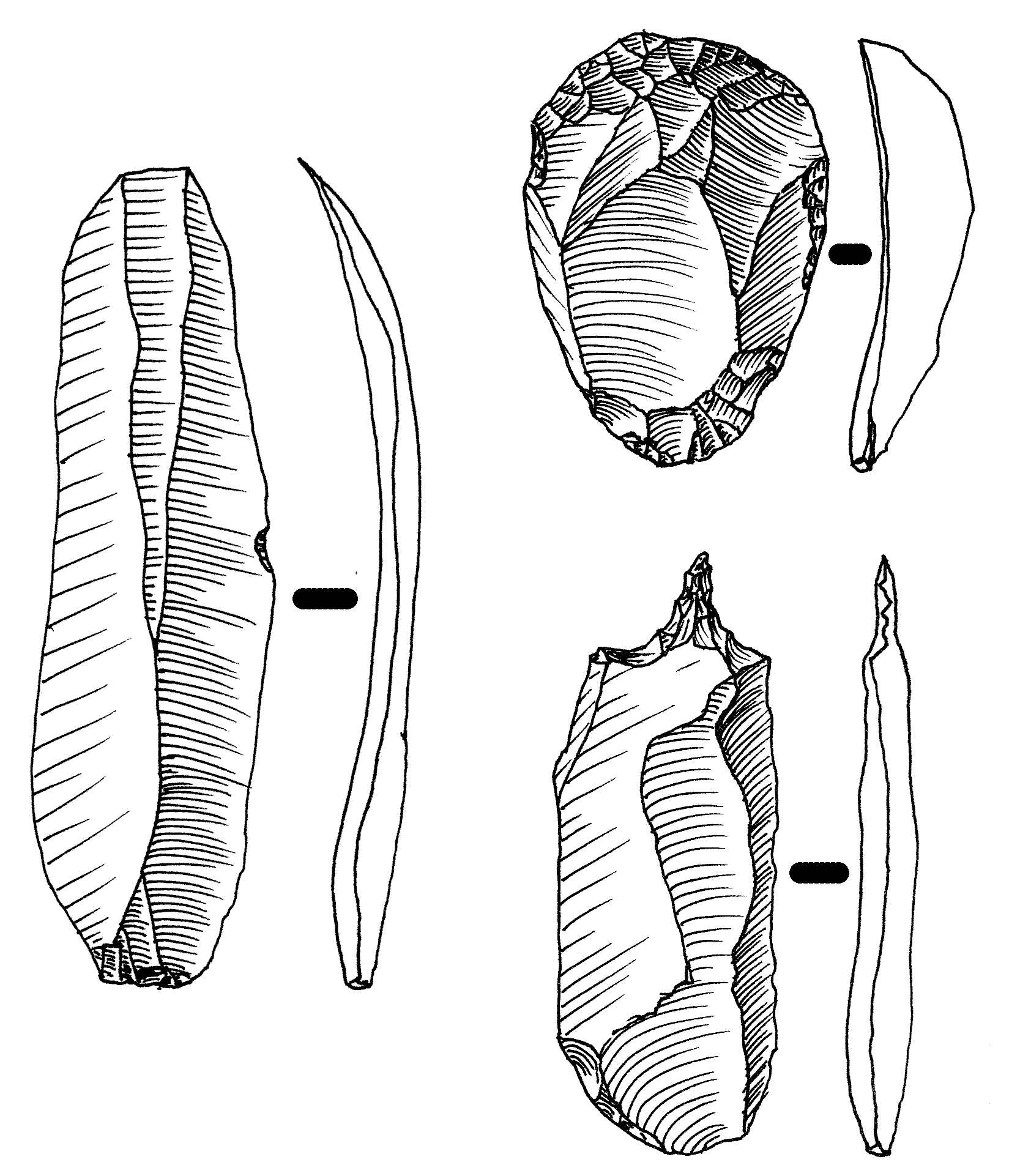
Utensilios del Paleolítico superior: hoja de sílex, raspador y perforador
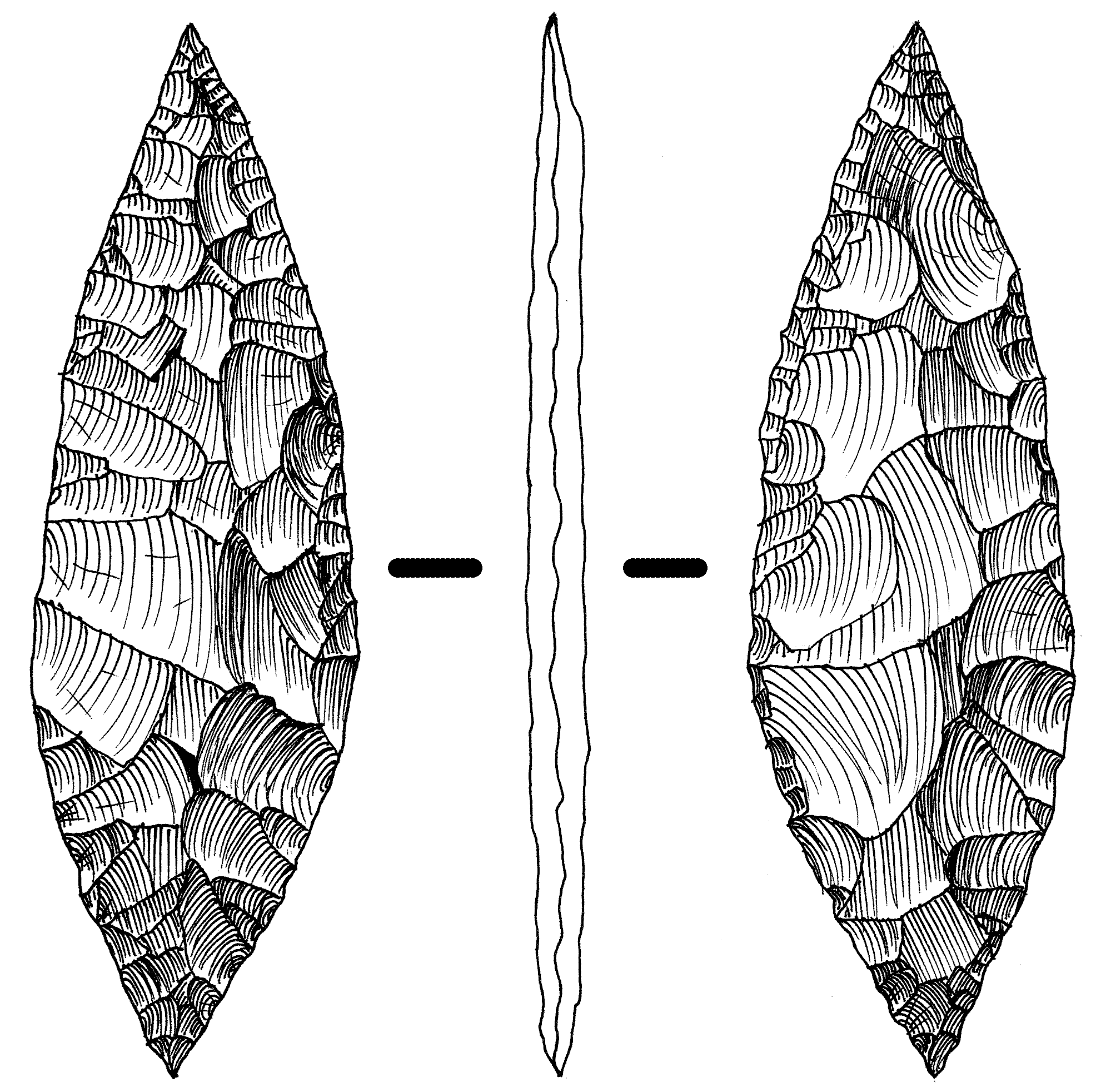
Punta foliácea (en forma de hoja de laurel) con talla bifacial por presión (Solutrense)
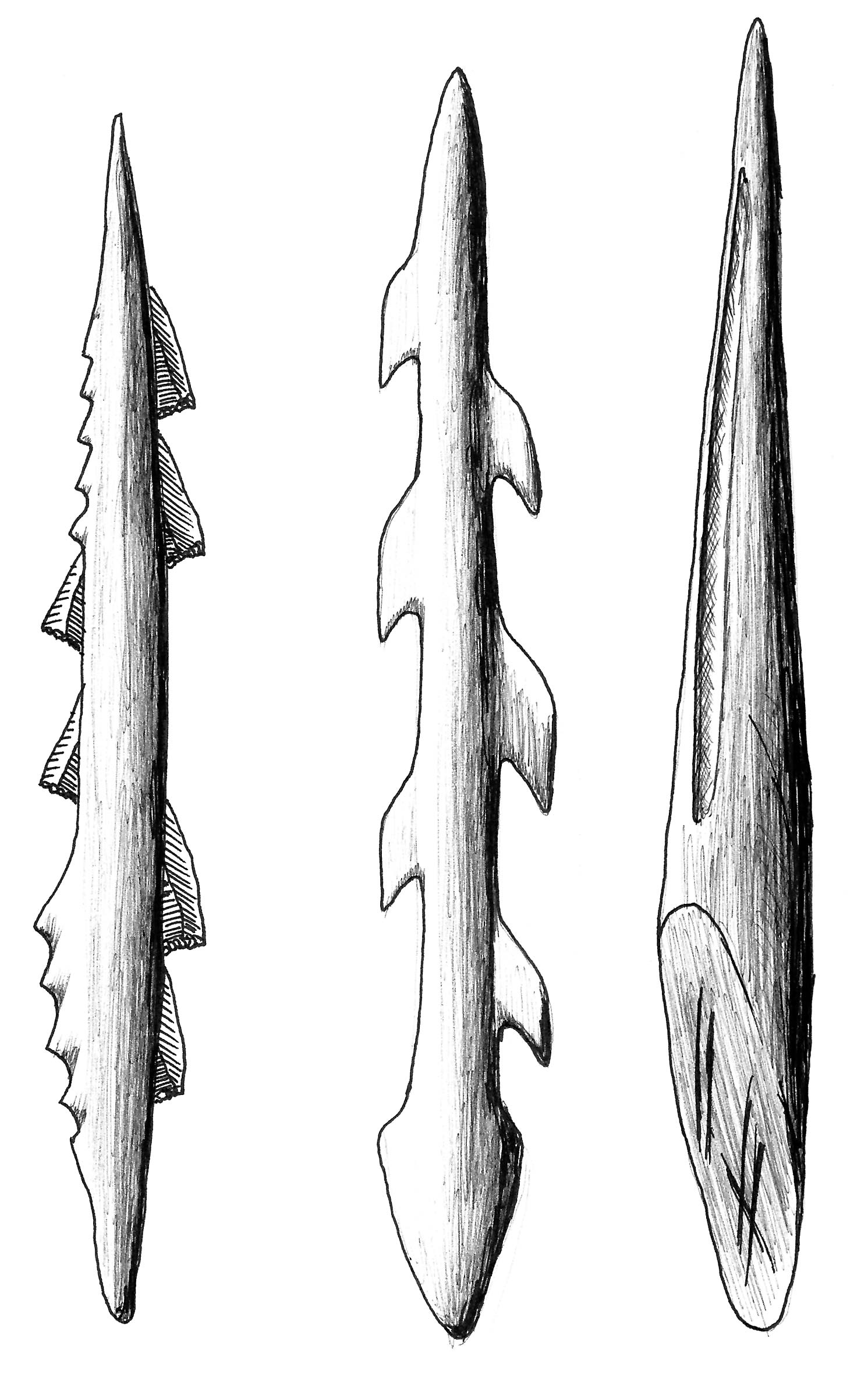
Arpón con microlitos, arpón de doble hilera y azagaya (Magdaleniense)
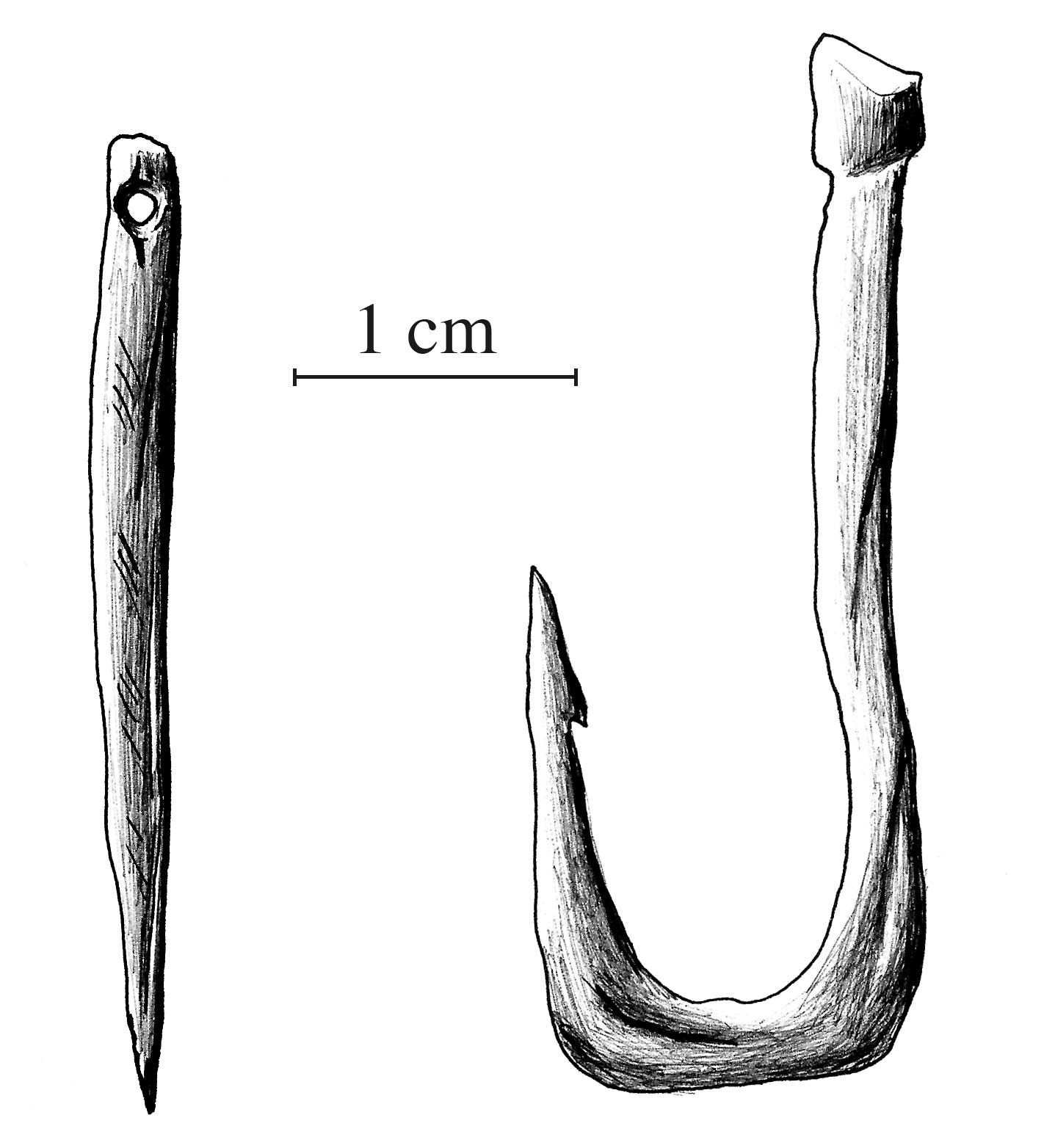
Pequeños útiles de hueso del Paleolítico superior: aguja de coser y anzuelo

Se pueden distinguir las siguientes etapas en la talla de la piedra:
1. Paleolítico inferior arcaico, en el que predomina la llamada Cultura de los cantos tallados o modo técnico 1, conocida también con los apelativos anglosajones de olduvayense o Pebble Culture. Los homininos obtenían unos 10 cm de filo cortante de un kilogramo de roca.
2. El achelense (asociado a los bifaces) y las similares culturas sin bifaces de Asia (Pre-soaniense-soaniense en India y China y padjitaniense en Japón, todas del Paleolítico inferior), constituirían el modo técnico 2, mediante el cual se desarrollan unas técnicas de talla bifacial que permiten obtener hasta 40 cm de filo de un kilogramo de roca; para ello daban entre 25 y 70 golpes.
3. Durante el musteriense y otras culturas musteroides (modo técnico 3, correspondiente al denominado Paleolítico medio) eran capaces de obtener hasta dos metros de filo cortante de un kilogramo de roca, dando más de 70 golpes.
4. Los humanos modernos portadores del modo técnico 4 (Paleolítico superior) llegaron a sacar de un kilogramo de roca más de 26 m de filo cortante, aunque tenían que dar más de 250 golpes.[21]

- También se fabricaron útiles de hueso como los punzones, las azagayas o puntas de lanza, los arpones para la pesca, propulsores, agujas de coser, anzuelos, bastones perforados (a menudo erróneamente llamados «bastones de mando»), etc. Sin embargo todos estos artefactos solo se volvieron abundantes con la llegada a Europa de los humanos modernos, en el denominado Paleolítico Superior.

## Creencias

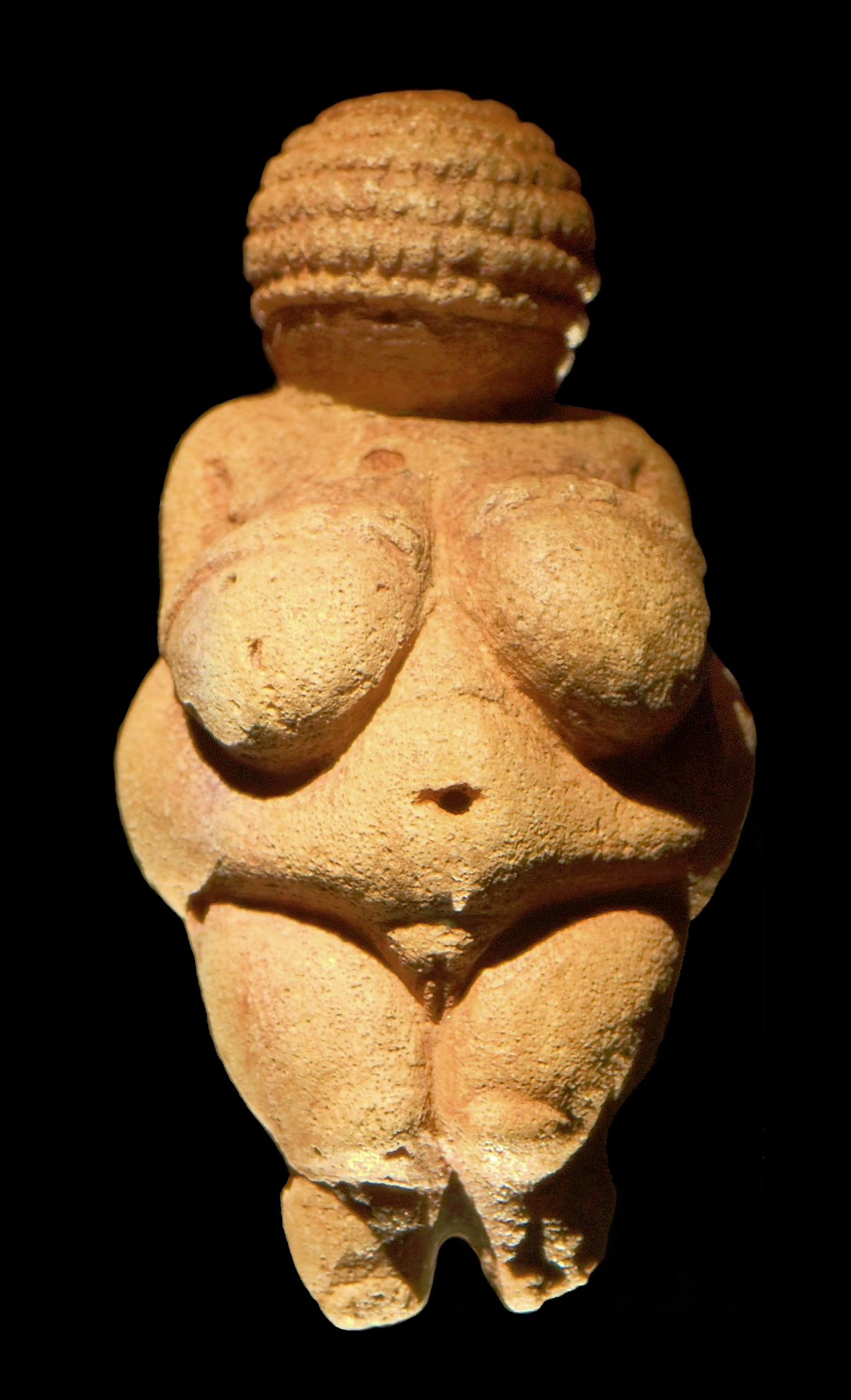
Venus de Willendorf, estatuilla antropomorfa femenina del Paleolítico superior (entre).

Hasta hace poco las primeras evidencias de que los hominidos habían desarrollado ciertas creencias religiosas y espirituales pertenecían al Paleolítico medio: los neandertales presentan un comportamiento funerario complejo, caracterizado por hechos como que enterraban a sus muertos, les ofrecían ofrendas (artefactos líticos, flores o restos de animales) y, en algún caso, manipulaban los cuerpos. Pero el hallazgo de decenas de individuos de H. heidelbergensis arrojados intencionadamente a la Sima de los Huesos junto con un bifaz sin utilizar ha llevado a los investigadores a remontarse hasta más allá de los 300 000 años. Este tipo de comportamientos se generalizó y diversificó con la aparición del H. sapiens.
Por otro lado, antropólogos como James Harrod y Vincent W. Fallio, han propuesto recientemente que la religión y la espiritualidad (así como el arte) podrían haber surgido primero entre homínidos prepaleolíticos o en las sociedades tempranas del Paleolítico inferior. De acuerdo con Fallio, el ancestro común de los chimpancés y los humanos experimentó estados alterados de conciencia, participando en el ritual, el cual fue utilizado en sus sociedades con la finalidad de fortalecer los lazos sociales y la cohesión del grupo.[cita requerida]
Aunque existen una placa grabada hace 300 000 años en Alemania (en Bilzingsleben) y una posible figura antropomorfa de 250 000 en Israel (en Berejat Ram), solo son ejemplos aislados de arte paleolítico, no habiéndose generalizado las manifestaciones simbólico-artísticas hasta la aparición de H. sapiens. Estas evidencias se remontarían a, por lo menos, 75 000 años, consistiendo en unas placas grabadas y pintadas, así como una serie de conchas marinas perforadas, halladas todas ellas en Sudáfrica (en la cueva de Blombos). Es posible que el H. sapiens haya producido elementos artísticos o decorativos con anterioridad a esta fecha, pero su cuna es África y allí es muy difícil datar adecuadamente ciertas manifestaciones artísticas y las investigaciones al respecto no son tan abundantes como en otros continentes.
En Europa se han encontrado gran cantidad de obras de arte posteriores, pintadas o esculpidas en las paredes de las cuevas (arte parietal) o decorando elementos de uso cotidiano (arte mueble, que abarca artefactos de piedra, hueso o marfil, como arpones, puntas de lanza o bastones). No se sabe cuál era el objeto de estas representaciones simbólicas, pero es posible que tuvieran alguna finalidad mágica o religiosa, ya que su temática está íntimamente relacionada con el medio natural y su numen. Quizás eran una forma de magia simpática o evocaban figuras apotropaicas (protectoras). Las venus paleolíticas nos proporcionarían, según algunos autores, un indicio, ya que podrían haberse utilizado para asegurar el éxito en la caza o para lograr la fertilidad de la tierra o femenina. Otras veces han sido explicadas como representaciones de la Madre Tierra, similar a la diosa Gea, siendo descritas, además, por James Harrod como representantes de las mujeres (y hombres) en chamánicos procesos de transformación espiritual.